# Partizan (Ussuriïski)
|  | Per a altres significats, vegeu «Partizan». |

Partizan (en rus: Партизан) és un poble (possiólok) del krai de Primórie, a l'Extrem Orient de Rússia, que en el cens del 2010 tenia 500 habitants. Pertany al districte rural d'Ussuriïski.